# Сплюшка
Сплю́шка, или обыкнове́нная со́вка, или зорька (лат. Otus scops) — вид птиц рода совки семейства совиные.

## Описание

### Внешний вид

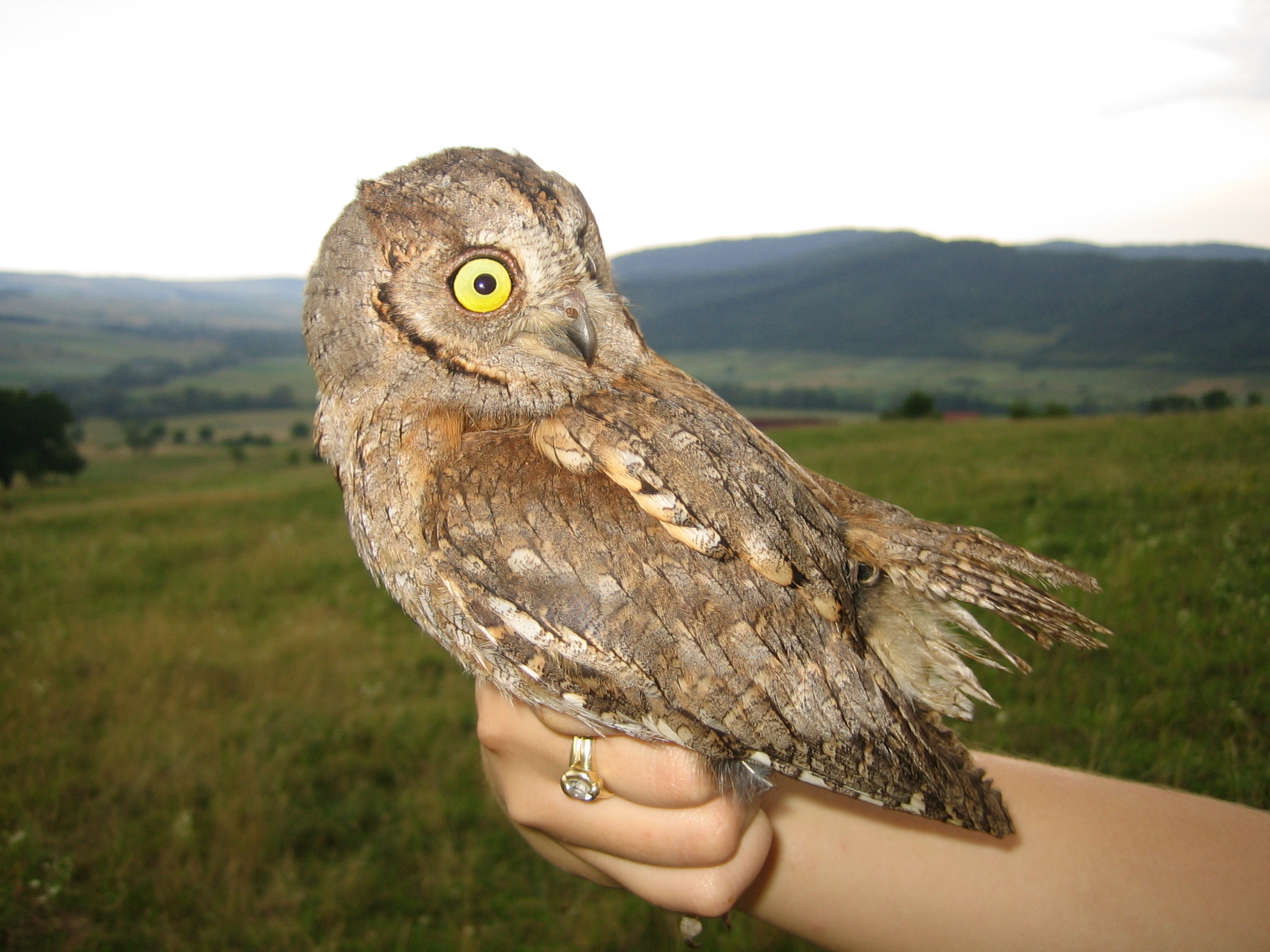
Сплюшка в руках

Размер тела 15—20 см, масса 60—130 г, размах крыльев до 50 см. Окраска серо-коричневая, с белыми пятнами на плечевых перьях, тёмными пестринами и тонким струйчатым рисунком; как у многих видов рода, существуют серая и коричневая (рыжая) цветовые фазы. Радужина жёлтая, реже оранжевая.

### Голос
Позывка сплюшки — печальный мелодичный посвист «сплюю» или «тьёёв». Повторяется с интервалом 2—3 секунды. За крик птица и получила название.

## Распространение и образ жизни
Сплюшка — ночная птица. Среда обитания: Европа, юг Сибири до Байкала, Малая Азия до предгорий Средней Азии, Ближний Восток и Северная Африка. Перелётный вид. Зимует в тропической Африке, к югу от пустыни Сахары. Предпочитает лиственные леса, сады, парки, сосновые и арчовые редколесья, в Средиземноморье — оливковые рощи, часто селится возле человека, на плантациях, в горы поднимается до 3000 м над уровнем моря.
Обыкновенная сплюшка зимует в саваннах. В России появляется в апреле, улетает в августе-сентябре. Размножается в мае-июле (в некоторых районах с марта по август), гнездится обыкновенно в дуплах, расщелинах скал, реже — в гнёздах сорок и мелких хищных птиц, норах щурок, зимородков. В кладке обычно от 2 до 6 блестящих белых яиц массой по 15 г. Инкубационный период длится 25 дней, выкармливание — примерно 4 недели, вылетают из гнезда птенцы неделей позже. Окрас птенцов сероватый, с поперечными полосками, нехарактерными для взрослых птиц.
Питается сплюшка ночными бабочками и жуками, на позвоночных нападает редко. Может охотиться на мелких лягушек, ящериц, млекопитающих. В природе живёт до 6 лет.

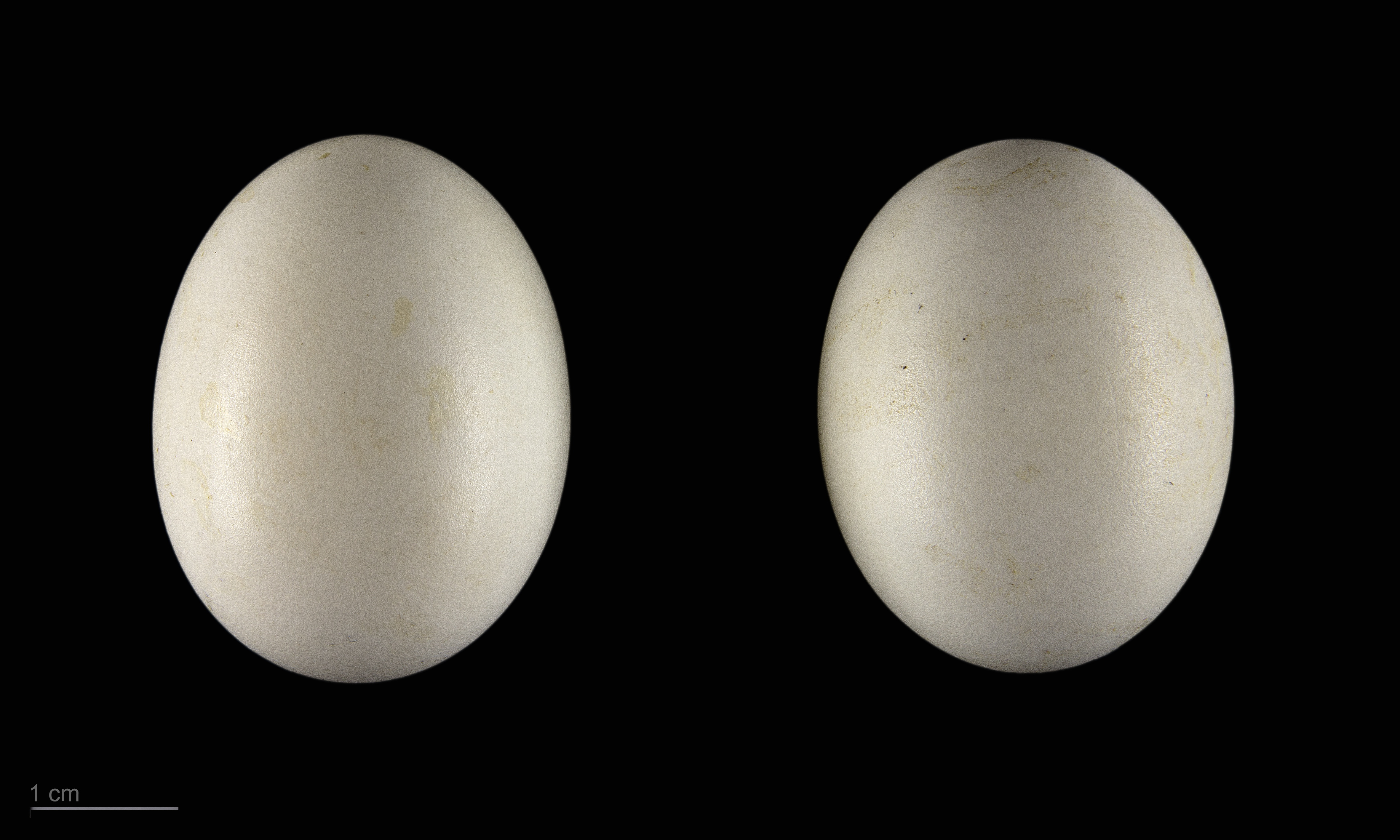
Тулузский музей. Яйцо Otus scops